# Briareidae
Briareidae is een familie van zachte koralen uit de orde van Alcyonacea.

## Geslachten
- Briareum Blainville, 1834
- Lignopsis Perez & Zamponi, 2000
- Pseudosuberia Kükenthal, 1919